# Кућа Војновића у Инђији
Кућа Војновића је  непокретно културно добро изграђено 1873. године у Инђији. 

## Историјат и опис
Ово здање је репрезентативнији пример неокласицизма са краја 19. века и Инђији.Неколико месеци пре смрти, крајем 1974. Ђорђе Војновић је своју кућу поклонио општина Инђија, са свим уметничким предметима. Већ 1976. је кућа проглашена спомеником културе од значаја од стране Завода за заштиту споменика културе Сремска Митровица. 
Унутра се налази Галерија која је пре пар година адаптирана, вински подрум у којем је отворена прва винотека и спомен соба са намештајем з 19. века.Поред легата Ђорђа Војновнића у кући је и легат Николе Петковића.

## Кућа Војиновића данас
Данас је Кућа Војновића савремен простор у којем се на месечном нивоу организују изложбе.